# Pregrada (farmakokinetika)
U farmakokinetici, pregrada (kompartman) definiše se u vidu zapremine telesnih fluida. Ona se razlikuje od anatomskih kompartmana, koji su vezani farsijom. Ovaj koncept se koristi u multikompartmentalnim modelima.

## Primeri
Postoji pet glavnih telesnih kompartmana:
- krvna plazma
- interstinalni fluid
- masno tkivo
- intracelularni fluid
- transcelularni fluid

Transcelularni kompartmani obuhvataju fluide u plevralnoj šupljini ili peritonealnoj šupljini.